# Họ Nguyễn của Việt Nam
Nguyễn (đôi khi viết tắt Ng̃, tiếng Trung: 阮, 元; bính âm: Ruǎn, Doãn; Việt bính: Jyun2)  là họ của người Á Đông, đồng thời là họ phổ biến nhất của người Việt tại Việt Nam. Theo nhiều cuộc điều tra, số người mang họ Nguyễn ở Việt Nam chiếm khoảng 40% dân số cả nước. Họ Nguyễn cũng là họ đông thứ 4 thế giới chỉ sau họ Li, Wang, Zhang của Trung Quốc.

## Lịch sử
Trong lịch sử Việt Nam, đã có nhiều trường hợp và sự kiện khiến hàng loạt người phải đổi tên họ thành họ Nguyễn. Điển hình trong số đó có thể kể đến việc thay đổi triều đại vào cuối thời nhà Lý và nhà Mạc. Năm 1232, nhà Lý suy vong, Trần Thủ Độ đã buộc con cháu họ Lý đổi sang họ Nguyễn với lý do phạm húy, bởi lẽ ông nội của vua Trần Thái Tông tên là Trần Lý. Nguyễn Trãi chép: "Triều Trần kiêng húy vị tổ, đổi chữ Lý ra chữ Nguyễn..." Năm 1592, nhà Mạc suy tàn, một số con cháu họ Mạc cũng đổi sang họ Nguyễn.

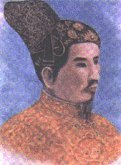
Gia Long, hoàng đế đầu tiên nhà Nguyễn

Trong lịch sử Việt Nam, có hai triều đại chính thức mang họ Nguyễn là nhà Tây Sơn và nhà Nguyễn. Nhà Nguyễn có nguồn gốc từ lực lượng chúa Nguyễn cát cứ ở Đàng Trong; nhà Tây Sơn có nguồn gốc từ họ Hồ, tuy nhiên đã đổi thành họ Nguyễn. Lực lượng cát cứ của chúa Nguyễn bắt đầu vào năm 1558 dưới triều Lê trung hưng khi Nguyễn Hoàng được cử vào trấn giữ vùng đất Thuận Hóa và kéo dài đến năm 1777 khi Nguyễn Phúc Dương bị quân Tây Sơn giết chết. Năm 1778, nhà Tây Sơn chính thức được lập nên ở Đàng Trong khi Nguyễn Nhạc tự xưng Hoàng đế. Năm 1788, hoàng đế Lê Chiêu Thống cầu viện nhà Thanh để tiêu diệt nhà Tây Sơn. Cùng năm, nhà Thanh cử quân sang Đại Việt. Nguyễn Huệ được anh trai Nguyễn Nhạc nhường ngôi và nhanh chóng dẫn quân ra bắc để đẩy lùi quân Thanh. Năm 1789, quân Tây Sơn do Nguyễn Huệ chỉ huy đánh tan quân Mãn Thanh của Tôn Sĩ Nghị, Lê Chiêu Thống chạy trốn sang Trung Quốc, nhà Hậu Lê chính thức chấm dứt. Năm 1792, Nguyễn Huệ qua đời, con trai là Nguyễn Quang Toản kế ngôi.
Năm 1780, Nguyễn Ánh xưng Nguyễn vương ở Gia Định, tiếp tục kéo dài lực lượng chúa Nguyễn. Đến năm 1802, Nguyễn Ánh chiếm được Thăng Long, nhà Tây Sơn chính thức sụp đổ, nhà Nguyễn được thành lập. Nhà Nguyễn trải qua 13 đời hoàng đế, kéo dài 143 năm cho đến năm 1945 thì chấm dứt khi Bảo Đại chính thức thoái vị.

## Nhân vật tiêu biểu

### Triều đại phong kiến
- Lực lượng cát cứ Chúa Nguyễn:

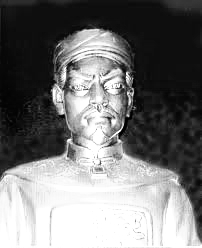
Nguyễn Hoàng Người Sáng Lập Triều Nguyễn.

  - Chúa: Nguyễn Hoàng, Nguyễn Phúc Nguyên, Nguyễn Phúc Lan, Nguyễn Phúc Tần, Nguyễn Phúc Thái, Nguyễn Phúc Chu, Nguyễn Phúc Chú, Nguyễn Phúc Khoát, Nguyễn Phúc Thuần, Nguyễn Phúc Dương.
  - Thân tộc:
    - Tôn Thất Hiệp, tướng lĩnh chúa Nguyễn.
    - Công nữ Ngọc Cầu, em họ và cũng là thiếp của chúa Vũ Nguyễn Phúc Khoát.
    - Công nữ Ngọc Hoa, con gái nuôi của chúa Sãi, sau được gả cho Araki Soutaro.
    - Công nữ Ngọc Khoa, con gái thứ ba của chúa Sãi, được gả cho vua Chiêm Thành là Po Romê vào năm Tân Mùi (1631).
    - Công nữ Ngọc Vạn, con gái thứ hai của chúa Sãi, được gả cho vua Chân Lạp là Chey Chetta II.
- Nhà Tây Sơn:

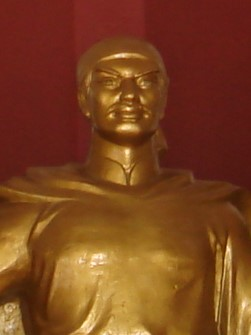
Nguyễn Nhạc Người Sáng Lập Nhà Tây Sơn.

- - Hoàng đế: Nguyễn Nhạc, Nguyễn Huệ, Nguyễn Quang Toản
  - Thân tộc:
    - Nguyễn Lữ: em trai Nguyễn Nhạc và Nguyễn Huệ, 1 trong 3 thủ lĩnh của phong trào Tây Sơn, Đông Định vương của nhà Tây Sơn.
    - Nguyễn Văn Bảo: con trai Nguyễn Nhạc, được phong làm thế tử trước khi cha lên ngôi hoàng đế vào năm 1788.
    - Nguyễn Quang Thùy: con trai Nguyễn Huệ.
- Nhà Nguyễn:

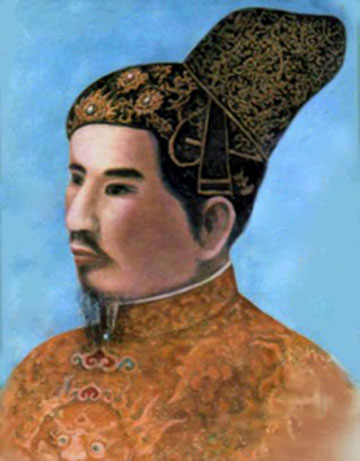
Gia Long Người Sáng Lập Nhà Nguyễn.

- - Hoàng Đế: Gia Long, Minh Mạng, Thiệu Trị, Tự Đức, Dục Đức, Hiệp Hòa, Kiến Phúc, Hàm Nghi, Đồng Khánh, Thành Thái, Duy Tân, Khải Định, Bảo Đại.

### Chính trị gia phong kiến
- Nguyễn Bỉnh Khiêm, Trạng nguyên Việt Nam

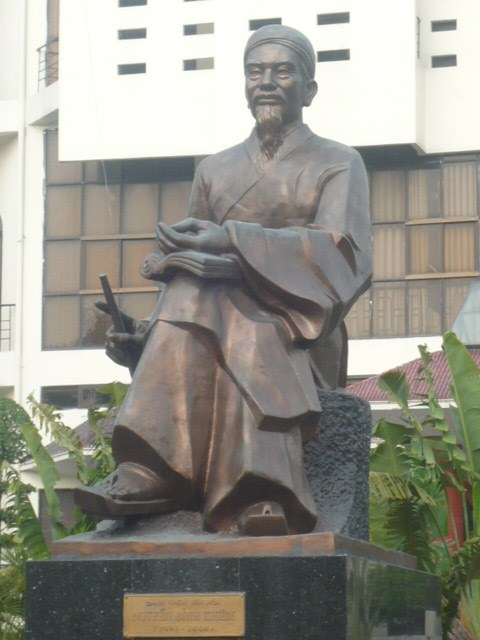
Trạng Trình Nguyễn Bỉnh Khiêm

- Nguyễn Trãi: nhà quân sự, đại công thần khai quốc nhà Lê sơ, Danh nhân văn hóa thế giới.
- Nguyễn Xí: tướng lĩnh, nhà chính trị, đại công thần khai quốc nhà Hậu Lê,Doanh nhân Đất Việt.
- Nguyễn Bá Lân, nhà thơ và là đại quan nhà Lê trung hưng
- Nguyễn Công Trứ, nhà quân sự, kinh tế, nhà thơ thời Nguyễn.
- Nguyễn Cửu Đàm, tướng lĩnh, nhà doanh điền thời chúa Nguyễn.
- Nguyễn Danh Nho là danh sĩ và là quan nhà Lê trung hưng trong lịch sử Việt Nam.
- Nguyễn Duy Thì, đại thần và nhà ngoại giao nhà Lê
- Nguyễn Đăng Đạo, Lưỡng quốc trạng nguyên
- Nguyễn Đình Tựu, quan nhà Nguyễn trong lịch sử Việt Nam.
- Nguyễn Huy Oánh: đại thần, nhà văn thời Lê trung hưng trong lịch sử Việt Nam.
- Nguyễn Hữu Dật, đại công thần của chúa Nguyễn
- Nguyễn Hy Quang (1634-1692), danh thần nhà Hậu Lê
- Nguyễn Nghiêu Tư: Trạng nguyên cao tuổi nhất trong lịch sử Việt Nam
- Nguyễn Như Đổ: nhà chính trị, nhà ngoại giao, nhà thơ, nhà giáo dục thời Lê sơ
- Nguyễn Quan Quang: Trạng nguyên đầu tiên
- Nguyễn Sinh Sắc, quan lại nhà Nguyễn, thân sinh Chủ tịch Hồ Chí Minh.
- Nguyễn Sư Mạnh: lưỡng quốc thượng thư, được ban quốc tính nhà Lê tên hiệu Lê Lan Hinh.
- Nguyễn Thiên Tích, nhà Ngoại giao Việt Nam
- Nguyễn Thiếp, nhà giáo và là danh sĩ cuối đời Hậu Lê và Tây Sơn.
- Nguyễn Trực: Lưỡng quốc trạng nguyên
- Nguyễn Trường Tộ, nhà cải cách xã hội Việt Nam ở thế kỷ XIX
- Vạn Hạnh, thiền sư họ Nguyễn, người nuôi dạy Lý Công Uẩn, là cố vấn mọi chính sách cho 3 triều đại Đinh - Tiền Lê - Lý.

### Quân sự

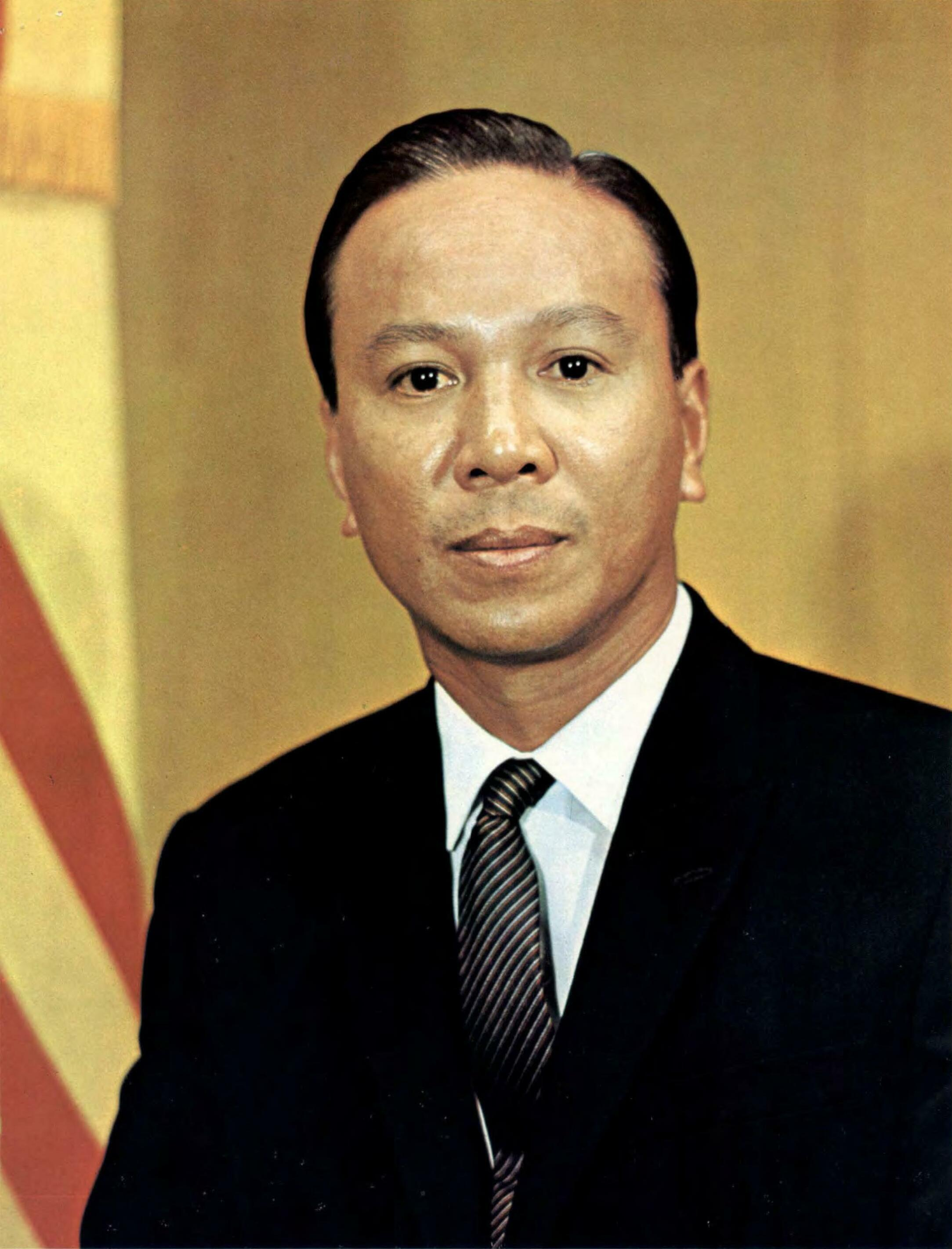
Trung Tướng, Tổng Thống Nguyễn Văn Thiệu

- Ba anh em Nguyễn Khoan, Nguyễn Thủ Tiệp, Nguyễn Siêu, các thủ lĩnh thời loạn 12 sứ quân
- Nguyễn Bặc, tướng lĩnh khai quốc nhà Đinh
- Nguyễn Bình trung tướng đầu tiên Quân đội Nhân Dân Việt Nam
- Nguyễn Cảnh Chân, tướng lĩnh nhà Hậu Trần
- Nguyễn Chí Thanh: Đại tướng, tướng lĩnh chính trị của Quân đội Nhân dân Việt Nam
- Nguyễn Chí Vịnh: tướng lĩnh Quân đội Nhân dân Việt Nam
- Nguyễn Danh Lang, tướng lĩnh nhà Triệu
- Nguyễn Danh Phương là thủ lĩnh cuộc khởi nghĩa nông dân lớn Đàng Ngoài giữa thế kỷ XVIII
- Nguyễn Đa Phương, tướng lĩnh cuối nhà Trần
- Nguyễn Địa Lô Tướng của Trần Thánh Tông.
- Nguyễn Đình Khoa, phi công Không quân Nhân dân Việt Nam, Anh hùng lực lượng vũ trang nhân dân, nguyên Tham mưu phó Quân chủng Không quân.
- Nguyễn Đình Thuận, Trung tướng Công an nhân dân Việt Nam.
- Nguyễn Đình Tiết là một sĩ quan cấp cao trong Quân đội nhân dân Việt Nam, hàm Thiếu tướng, nguyên Chánh Văn phòng Bộ Tổng Tham mưu.
- Nguyễn Đức Xuyên, võ tướng đại thần đầu thời nhà Nguyễn.
- Nguyễn Hữu Cảnh, quan của chúa Nguyễn, có công mở cõi miền Đông Nam Bộ, lập phủ Gia Định (Thành phố Hồ Chí Minh)
- Nguyễn Hữu Cầu, thủ lĩnh một cuộc khởi nghĩa nông dân Đàng Ngoài lớn vào giữa thế kỷ XVIII
- Nguyễn Hữu Chỉnh, tướng thời Lê trung hưng và Tây Sơn
- Nguyễn Khánh, là một cựu tướng lĩnh gốc Binh chủng Nhảy dù của Quân lực Việt Nam Cộng hòa
- Nguyễn Kim, công thần nhà Hậu Lê, cha của chúa Nguyễn đầu tiên ở Đàng Ngoài
- Nguyễn Kính, công thần khai quốc nhà Mạc
- Nguyễn Mạnh Đẩu là một sĩ quan cấp cao trong Quân đội nhân dân Việt Nam, hàm Trung Tướng.
- Nguyễn Nhữ Lãm tướng lĩnh Nhà Lê sơ
- Nguyễn Nộn, tướng lĩnh cuối thời Lý
- Nguyễn Quyện (1511-1593), danh tướng nhà Mạc
- Nguyễn Tam Trinh, tướng lĩnh thời Hai Bà Trưng
- Nguyễn Tấn, tướng lĩnh nhà Đinh

- Nguyễn Tất Tố, tướng nhà Ngô

Đại tướng Nguyễn Chí Thanh

- Nguyễn Thị Định: nữ tướng đầu tiên của Quân đội Nhân dân Việt Nam
- Nguyễn Thị Thanh Hà, nữ tướng thứ năm của Quân đội Nhân dân Việt Nam.
- Nguyễn Thiện Thuật lãnh tụ cuộc khởi nghĩa Bãi Sậy
- Nguyễn Thuyên, quan nhà Trần thời Trần Nhân Tông.
- Nguyễn Tri Phương, tướng lĩnh, đại thần nhà Nguyễn
- Nguyễn Trung Trực thủ lĩnh phong trào khởi nghĩa chống Pháp vào nửa cuối thế kỷ XIX ở Nam Bộ, Việt Nam
- Nguyễn Văn Giáp (1837-1887) Một Thủ lĩnh xuất sắc, Lãnh tụ cuộc khởi nghĩa Cần Vương chống Pháp cuối thế kỷ 19 ở miền Tây Bắc Việt Nam
- Nguyễn Văn Lang, quân phiệt cuối thời Lê Sơ trong lịch sử Việt Nam
- Nguyễn Văn Nhơn, danh tướng nhà Nguyễn.
- Nguyễn Văn Thoại, tướng lĩnh nhà Nguyễn.
- Nguyễn Văn Trỗi, Anh hùng Lực lượng vũ trang nhân dân
- Nguyễn Viết Xuân, Anh hùng Lực lượng vũ trang nhân dân
- Nguyễn Vỹ, tướng đầu tiên của lực lượng quân đội nhân dân Việt Nam.
- Song Hào: tức Nguyễn Văn Khương, Thượng tướng, Chủ nhiệm Tổng cục Chính trị Quân đội nhân dân Việt Nam
- Nguyễn Khoa Nam, một trong ngũ hổ tướng Việt Nam Cộng Hòa

### Chính trị gia hiện đại

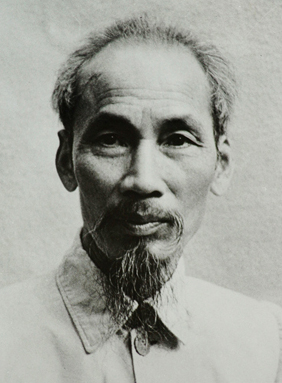
Chủ tịch Hồ Chí Minh Người Sáng Lập Ra Đảng Cộng Sản Việt Nam

- Hồ Chí Minh Người Sáng Lập Ra Đảng Cộng Sản Việt Nam
- Bùi Lâm - tên thật là Nguyễn Văn Di, nguyên Viện trưởng viện kiểm sát nhân dân tối cao
- Đỗ Mười, tên thật là Nguyễn Duy Cống, nguyên Tổng Bí thư Đảng Cộng sản Việt Nam
- Lê Quang Đạo, tức Nguyễn Đức Nguyện, nguyên Chủ tịch Quốc hội Việt Nam
- Lê Thanh Nghị, tên thật là Nguyễn Khắc Xứng, nguyên Phó chủ tịch nước, nguyên Phó thủ tướng Chính phủ
- Lê Văn Lương, tức Nguyễn Công Miều, Chính khách việt nam
- Nguyễn Cảnh Dinh, nguyên Bộ trưởng Bộ Thủy lợi (nay được sát nhập vào Bộ Nông nghiệp và Phát triển nông thôn)
- Nguyễn Cao Kỳ: Phó Tổng thống, Thủ tướng Việt Nam Cộng hòa.
- Nguyễn Chí Dũng, Bộ trưởng Bộ Kế hoạch và Đầu tư
- Nguyễn Công Tạn, nguyên Bộ trưởng bộ Nông nghiệp và Phát triển nông thôn
- Nguyễn Duy Trinh, nguyên Bộ trưởng Bộ Ngoại giao
- Nguyễn Dương, Bộ trưởng Bộ Công an
- Nguyễn Dy Niên, nguyên Bộ trưởng Bộ Ngoại giao Việt Nam
- Nguyễn Đình Khang, Chủ tịch Tổng Liên đoàn lao động Việt Nam, nguyên Bí thư tỉnh ủy Hà Nam
- Nguyễn Đình Lộc, nguyên Bộ trưởng Bộ Tư pháp
- Nguyễn Đình Trung, phó bí thư Tỉnh ủy, đã được bầu giữ chức chủ tịch UBND Đắk Nông khóa III, nhiệm kỳ 2020 - 2022.
- Nguyễn Đình Xứng ở xã Đồng Tiến, huyện Triệu Sơn, tỉnh Thanh Hóa hiện là Phó Bí thư Tỉnh ủy, Chủ tịch Ủy ban nhân dân tỉnh Thanh Hóa.[3][4]
- Nguyễn Đức Cảnh: chủ tịch công hội đỏ đầu tiên - tiền thân của tổ chức Công đoàn Việt Nam
- Nguyễn Hạnh Phúc, Tổng Thư ký của Quốc hội, nguyên Bí thư tỉnh ủy Thái Bình
- Nguyễn Hòa Bình, Chánh án tòa án nhân dân tối cao
- Nguyễn Hồng Quân, nguyên Bộ trưởng Bộ xây dựng
- Nguyễn Hữu Thọ: Quyền Chủ tịch nước, nguyên Chủ tịch Quốc hội
- Nguyễn Hữu Thụ, nguyên Bộ trưởng, Tổng thư ký Hội đồng Bộ trưởng
- Nguyễn Khánh Toàn: nhà văn, nhà giáo, nhà chính trị
- Nguyễn Khánh: Phó Thủ tướng Cộng hòa Xã hội Chủ nghĩa Việt Nam
- Nguyễn Khánh: Quốc trưởng, Thủ tướng, Đại tướng của Việt Nam Cộng hòa
- Nguyễn Khoa Điềm là một nhà thơ, nhà chính trị Việt Nam
- Nguyễn Kiệm: một nhà cách mạng Việt Nam nửa đầu thế kỷ XX

Tổng Bí thư Nguyễn Văn Linh

- Nguyễn Lương Bằng, nguyên Phó Chủ tịch nước Việt Nam
- Nguyễn Mạnh Cầm, nguyên Đại biểu Quốc hội, nguyên Phó Thủ tướng, nguyên Bộ trưởng Bộ Ngoại giao
- Nguyễn Mạnh Hùng, Bộ trưởng Bộ Thông tin và Truyền thông
- Nguyễn Minh Hiển, nguyên Bộ trưởng bộ Giáo dục và Đào tạo
- Nguyễn Minh Quang, nguyên Bộ trưởng Bộ Tài nguyên và Môi trường
- Nguyễn Minh Triết, nguyên Chủ tịch nước CHXHCN Việt Nam
- Nguyễn Ngọc Thiện, nguyên Bộ trưởng Bộ Văn hóa thể thao và du lịch
- Nguyễn Ngọc Thơ, thủ tướng Việt Nam Cộng Hòa
- Nguyễn Ngọc Trìu, nguyên Bộ trưởng Bộ nông nghiệp
- Nguyễn Phong Sắc, Ủy viên Ban chấp hành Trung ương đầu tiên của Đảng Cộng sản Đông Dương, Tổng Bí thư Đông Dương Cộng sản Đảng.
- Nguyễn Phú Trọng, Tổng Bí thư Đảng Cộng sản, nguyên Chủ tịch nước, Chủ tịch Quốc hội Việt Nam.
- Nguyễn Quân, nguyên Bộ trưởng Bộ Khoa học và Công nghệ
- Nguyễn Sinh Cung (tên khai sinh của Chủ tịch Hồ Chí Minh): Chủ tịch nước Việt Nam Dân chủ Cộng hòa
- Nguyễn Sinh Hùng, nguyên Chủ tịch Quốc hội Việt Nam
- Nguyễn Tấn Dũng, nguyên Thủ tướng nước CHXHCN Việt Nam
- Nguyễn Thái Bình, nguyên Bộ trưởng Bộ Nội vụ
- Nguyễn Thái Học, Nhà cách mạng Việt Nam, người sáng lập Việt Nam Quốc dân Đảng.
- Nguyễn Thanh Bình, nguyên Thường trực Ban Bí thư, nguyên Tổng Thanh tra chính phủ
- Nguyễn Thị Bình: một nữ chính trị gia, nguyên Phó Chủ tịch nước Việt Nam
- Nguyễn Thị Doan, nguyên Phó Chủ tịch nước Việt Nam
- Nguyễn Thị Hằng, nguyên Bộ trưởng Bộ Lao động - Thương binh và Xã hội
- Nguyễn Thị Kim Ngân, nguyên Chủ tịch Quốc hội Việt Nam
- Nguyễn Thị Kim Tiến, nguyên Bộ trưởng Bộ Y tế

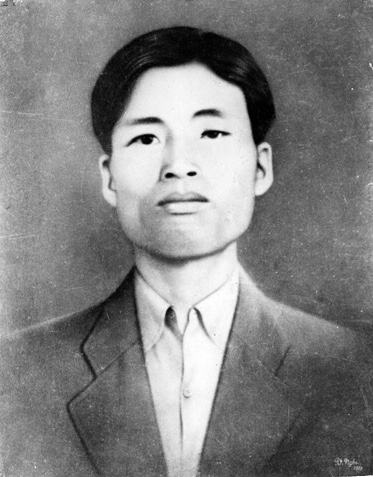
Tổng Bí thư Nguyễn Văn Cừ

- Nguyễn Thị Minh Khai: nhà cách mạng Việt Nam, một trong những người lãnh đạo Đảng Cộng sản Đông Dương
- Nguyễn Thiện Nhân, nguyên Ủy viên Bộ Chính trị, nguyên Phó Thủ tướng Chính phủ
- Nguyễn Trọng Nhân, nguyên Bộ trưởng Bộ Y tế
- Nguyễn Văn An, nguyên Chủ tịch Quốc hội Nước CHXHCN Việt Nam
- Nguyễn Văn Cừ, nguyên Tổng Bí thư Đảng Cộng sản Đông Dương
- Nguyễn Văn Giàu, nguyên Thống đốc ngân hàng nhà nước Việt Nam
- Nguyễn Văn Hiện, nguyên Chánh án Tòa án nhân dân tối cao
- Nguyễn Văn Linh, nguyên Tổng Bí thư Đảng Cộng sản Việt Nam
- Nguyễn Văn Lộc, nguyên Tổng Thanh tra Chính phủ
- Nguyễn Văn Nên, Bí thư Thành ủy Thành phố Hồ Chí Minh, nguyên Bộ trưởng, Chủ nhiệm Văn phòng Chính phủ
- Nguyễn Văn Nguyễn: một nhà báo, nhà cách mạng Việt Nam
- Nguyễn Văn Thể, Bộ trưởng Bộ Giao thông vận tải
- Nguyễn Văn Thiệu: Tổng thống Việt Nam Cộng hòa
- Nguyễn Văn Tố: Chủ tịch Quốc hội khóa I, Quốc vụ khanh trong Chính phủ liên hiệp Việt Nam lâm thời
- Nguyễn Văn Trân, nguyên Bí thư Thành ủy Hà Nội, nguyên Tổng Thanh tra Chính phủ
- Nguyễn Vân Chi là một chính trị gia người Việt Nam. Bà là vợ của Vương Đình Huệ Chủ tịch Quốc hội Việt Nam và một trong 13 người trúng cử đại biểu Quốc hội khóa 14 tại đơn vị bầu cử tỉnh Nghệ An.
- Nguyễn Xiển: Tổng Thư ký Đảng Xã hội Việt Nam
- Nguyễn Xuân Cường, nguyên Bộ trưởng Bộ Nông nghiệp và Phát triển nông thôn
- Nguyễn Xuân Oánh: hai lần là Quyền Thủ tướng trong chính phủ Việt Nam Cộng hòa
- Nguyễn Xuân Phúc: Chủ tịch nước Việt Nam, nguyên Thủ tướng Việt Nam, Chủ tịch ASEAN.
- Trần Quốc Hoàn, tức Nguyễn Trọng Cảnh, nguyên Bộ trưởng Bộ công an
- Nguyễn Kim Sơn: Bộ trưởng bộ Giáo dục và Đào tạo

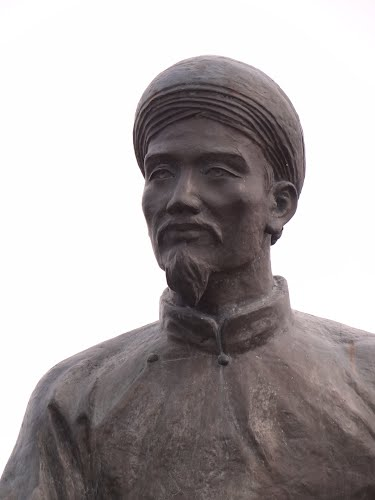
Đại thi hào Nguyễn Du

### Văn học
- Hàn Thuyên, tức Nguyễn Thuyên nhà Văn thời Trần
- Hoài Thanh và Hoài Chân: tức Nguyễn Đức Nguyên và Nguyễn Đức Phiên
- Nguyễn Bính (1525-1605) nhà văn nhà sử học thời Lê Trung Hưng
- Nguyễn Công Hoan, nhà Văn, nhà báo Việt Nam
- Nguyễn Du, danh nhân văn hóa thế giới, nhà văn hóa Việt Nam thời Lê mạt, Nguyễn sơ
- Nguyễn Dữ một danh sĩ thời Lê sơ, thời nhà Mạc và là tác giả sách Truyền kỳ mạn lục
- Nguyễn Đình Chiểu: nhà thơ, nhà văn hóa trung đại
- Nguyễn Đình Thi: là một nhà văn và nhạc sĩ Việt Nam thời hiện đại

- Nguyễn Gia Thiều nhà thơ thời Lê
- Nguyễn Hiến Lê, nhà văn Việt Nam

Nhà thơ Tố Hữu

- Nguyên Hồng tức Nguyễn Nguyên Hồng, là nhà văn có nhiều đóng góp to lớn cho nền văn học Việt Nam hiện đại
- Nguyễn Huy Tưởng là một nhà văn, nhà viết kịch Việt Nam nổi tiếng
- Nguyễn Khải là một nhà văn Việt Nam được trao tặng Giải thưởng Hồ Chí Minh
- Nguyễn Khắc Hiếu, tức Tản Đà
- Nguyễn Khuyến Tam Nguyên Yên Đổ
- Nguyễn Minh Châu là một nhà văn viết truyện ngắn nổi tiếng
- Nguyên Ngọc tức Nguyễn Văn Báu là một nhà văn, nhà báo, biên tập, dịch giả, nhà nghiên cứu văn hóa, giáo dục người Việt Nam
- Nguyễn Sĩ Cố, nhà thơ và là quan nhà Trần, thầy của vua Trần Khâm.
- Nguyễn Thi: là một nhà văn Việt Nam, được truy tặng Giải thưởng Hồ Chí Minh
- Nguyễn Tuân: là một nhà văn của Việt Nam
- Nguyễn Văn Lý nhà văn hóa, nhà giáo dục thời Nguyễn
- Nguyễn Văn Siêu, là nhà thơ, nhà nghiên cứu văn hóa Việt Nam ở thế kỷ XIX
- Thạch Lam tức Nguyễn Tường Vinh, Nhất Linh và Hoàng Đạo là 3 anh em nhà văn họ Nguyễn thuộc nhóm Tự Lực văn đoàn
- Tô Hoài: tên khai sinh là Nguyễn Sen - một nhà văn Việt Nam nổi tiếng
- Tố Hữu: tên thật là Nguyễn Kim Thành, một nhà thơ tiêu biểu của dòng thơ cách mạng Việt Nam
- Xuân Quỳnh, tên thật là Nguyễn Thị Xuân Quỳnh, nhà thơ nữ xuất sắc trong nền văn học Việt Nam
- Nguyễn Ngọc Tư, nhà văn
- Nguyễn Nhật Ánh, nhà văn, nhà thơ, bình luận viên Việt Nam
- Kim Lân, tức Nguyễn Văn Tài, nhà văn, diễn viên Việt Nam

### Nghệ thuật
- Nguyễn Ánh 9, nhạc sĩ

Nhạc sĩ Văn Cao

- Nguyễn Cường, nhạc sĩ của Việt Nam, với các ca khúc viết về Tây Nguyên
- Nguyễn Hải Ninh, đạo diễn, Nghệ sĩ nhân dân
- Nguyễn Hồng Xuân tức Xuân Hồng, nhạc sĩ nhạc đỏ
- Nguyễn Huy Thành, đạo diễn, Nghệ sĩ nhân dân
- Nguyễn Lân Tuất, giáo sư và nhạc sĩ
- Nguyễn Lê Việt Anh, diễn viên
- Nguyễn Phan Chánh, danh họa trong nghệ thuật tranh lụa
- Nguyễn Phú tức Trần Vũ, đạo diễn, Nghệ sĩ nhân dân
- Nguyễn Quốc Hương, nhạc sĩ nhạc đỏ, Nghệ sĩ nhân dân
- Nguyễn Thị Quyên, diễn viên Nhà hát Chèo Hà Nội, Nghệ sĩ ưu tú
- Nguyễn Thị Vóc tức Bạch Trà, nghệ sĩ tuồng, Nghệ sĩ nhân dân
- Nguyễn Trà Giang, nữ diễn viên đầu tiên nhận được danh hiệu Nghệ sĩ nhân dân
- Nguyễn Văn Cao tức Văn Cao: nhạc sĩ Việt Nam, tác giả của Tiến quân ca, quốc ca của Việt Nam
- Nguyễn Văn Tuyên, người khai sinh ra nền tân nhạc Việt Nam
- Nguyễn Văn Tỵ, Tổng thư ký đầu tiên của Hội Mỹ thuật Việt Nam, Giải thưởng Hồ Chí Minh
- Nguyễn Xuân Khoát, nhạc sĩ, Chủ tịch đầu tiên của Hội Nhạc sĩ Việt Nam
- Yên Lang tức Nguyễn Ngọc Thanh, soạn giả cải lương
- Thu Quỳnh tên đầy đủ Nguyễn Thu Quỳnh , Nữ Diễn Viên

### Ca sĩ
- Nhật Tinh Anh , tên thật  Nguyễn Quốc Phương , Nam Ca Sĩ Việt Nam , cựu thành viên nhóm 1088
- Ưng Hoàng Phúc , tên thật Nguyễn Quốc Thanh , Nam Ca Sĩ Việt Nam , cựu thành viên nhóm 1088
- Trương Thế Vinh , Tên thật Nguyễn Xuân Vinh , Ca Sĩ kiêm Diễn Viên Việt Nam
- Vĩnh Thuyên Kim , tên thật Nguyễn Thị Bích Trâm , Nữ Ca Sĩ Nhạc Trẻ Việt Nam
- Phương Vy , tên đầy đủ Nguyễn Ngọc Phương Vy , Nữ Ca Sĩ Nhạc Trẻ Việt Nam
- Khắc Việt , tên thật Nguyễn Khắc Việt , Nam Ca Sĩ Nhạc Trẻ Việt Nam
- Nam Cường (ca sĩ) , tên thật Nguyễn Nam Cường ,  Nam Ca Sĩ Nhạc Trẻ Việt Nam
- Yến Trang , tên thật Nguyễn Yến Trang , Nữ Ca Sĩ Nhạc Trẻ Việt Nam
- Thu Thủy (ca sĩ) , tên thật Nguyễn Thu Thủy Nữ Ca Sĩ Nhạc Trẻ Việt Nam
- Trang Pháp , tên thật Nguyễn Thùy Trang , Nhạc Sĩ , Ca Sĩ Nhạc Trẻ Việt Nam , trưởng nhóm Lunas
- Sơn Tùng M-TP , tên thật Nguyễn Thanh Tùng Nam Ca Sĩ Nhạc Trẻ Việt Nam
- Nguyễn Trần Trung Quân , Nam Ca Sĩ Nhạc Trẻ Việt Nam
- Lona Kiều Loan , tên thật Nguyễn Hà Kiều Loan , Nữ Ca Sĩ Nhạc Trẻ Việt Nam
- Chi Pu , tên thật Nguyễn Thùy Chi , Nữ Diễn Viên , Ca Sĩ Nhạc Trẻ Việt Nam

### Y học
- Nguyễn Đại Năng, thầy thuốc thời Hồ
- Nguyễn Tài Thu là Giáo sư bác sĩ nổi tiếng ở Việt Nam và Thế giới trong lĩnh vực Đông y.

### Tiến sĩ thời hiện đại
- Nguyễn Đình Đầu, nhà nghiên cứu nổi tiếng trong lĩnh vực địa lý, lịch sử Việt Nam.
- Nguyễn Khắc Viện, nhà nghiên cứu văn hóa và tâm lý - y học - giáo dục
- Nguyễn Lân Dũng, tiến sĩ sinh học, Nhà giáo nhân dân
- Nguyễn Lân, giáo sư, Nhà giáo nhân dân, nhà biên soạn từ điển, Học giả của Việt Nam.
- Nguyễn Mạnh Tường, nhà giáo, luật sư, nhà nghiên cứu Văn học
- Nguyễn Quang Riệu, nhà vật lý thiên văn
- Nguyễn Văn Huyên, giữ chức vụ Bộ trưởng Bộ Quốc gia Giáo dục Việt Nam trong thời gian dài nhất
- Nguyễn Văn Hưởng, giáo sư, bác sĩ, nguyên Bộ trưởng Bộ Y tế, Thầy thuốc nhân dân

### Kinh tế
- Johnathan Hạnh Nguyễn là một doanh nhân, ông là chủ tịch tập đoàn Liên Thái Bình Dương (IPP).
- Nguyễn Đăng Quang, doanh nhân, tỉ phú USD người Việt.
- Nguyễn Đình Quát, tỷ phú Việt Nam.
- Nguyễn Mạnh Hùng, Bộ trưởng Thông tin truyền thông, cựu chủ tịch Hội đồng quản trị kiêm Tổng giám đốc Tập đoàn Công nghiệp – Viễn thông Quân đội (Viettel).
- Nguyễn Phương Hằng, doanh nhân, Tổng Giám đốc và Phó Chủ tịch Hội đồng quản trị Công ty cổ phần Đại Nam.
- Nguyễn Thành Nam, cựu Tổng Giám đốc FPT, hiện là Phó Chủ tịch HĐQT trường Đại học FPT. Ông có học vị tiến sĩ toán tại Liên Xô.
- Nguyễn Thị Nga, doanh nhân, Chủ tịch Hội đồng quản trị Ngân hàng TMCP Đông Nam Á (SeAbank).
- Nguyễn Thị Phương Thảo, tỷ phú đô la, doanh nhân.
- Nguyễn Văn Trường, doanh nhân Việt Nam.
- Nguyễn Vũ Trường Sơn Doanh Nhân, Tổng Giám đốc Tập đoàn PVN Tập đoàn Dầu khí việt Nam từ tháng 3.2016 vừa mới làm đơn từ chức (tháng 3.2019), Ông Sơn làm tổng giám đốc PVEP Tập đoàn Dầu khí việt Nam từ tháng 7.2009 đến tháng 2.2012 [5].

### Tôn giáo
- Chân Nguyên, thiền sư Việt Nam
- Định Không, Thiền sư thế kỷ thứ IX
- Giác Hải, thiền sư Nhà Lý
- Hòa thượng Thích Nhất Hạnh, tên thật Nguyễn Xuân Bảo, thiền sư Việt Nam khái sáng nhánh Phật giáo Làng Mai
- Hòa thượng Thích Tâm Tịch, tên thật Nguyễn Đình Khuê, Pháp chủ thứ 2 của Giáo hội Phật giáo Việt Nam.
- Hòa thượng Thích Trí Tịnh, tên thật Nguyễn Văn Bình, Phó Pháp chủ đầu tiên kiêm Giám luật Hội đồng Chứng minh Giáo hội Phật giáo Việt Nam.
- Mãn Giác, thiền sư Việt Nam
- Nguyễn Minh Không, thiền sư nhà Lý
- Tản Viên Sơn Thánh, tên thật là Nguyễn Tuấn
- Trưởng lão Hòa thượng Thích Chơn Thiện.
- Tổng Giám mục Nguyễn Văn Thuận
- Tổng Giám mục Nguyễn Văn Nhơn

### Hậu phi
- Nguyễn Thị Kỳ Nam hoa hậu Hoàng Hậu Vợ Vua, Chủ tịch đầu Tiên Nước Lào Souphanouvong kỳ nam là con gái của ông chủ khách sạn và cũng là hoa khôi xinh đẹp nức tiếng xứ Trung kỳ Việt Nam Liên Bang Đông Dương Thống nhất thành khối liên Bang Đông Dương Được Vua Bảo Đại Cho phép pháp bảo hộ đặt nền tảng để pháp chiếm lào và Campuchia thống nhất thành liên Bang Đông Dương tạo bàn đạp để pháp sát nhập Thái lan Và Myanmar Vào Liên Bang Đông Dương trong kế hoạch của pháp [6].
- Gia Dụ Hoàng hậu, vợ chúa Tiên Nguyễn Hoàng, mẹ sinh của chúa Sãi Nguyễn Phúc Nguyên.
- Nam Phương hoàng hậu, tên thật là Nguyễn Hữu Thị Lan, vợ vua Bảo Đại, vị hoàng hậu cuối cùng của lịch sử Việt Nam.
- Nguyễn Gia Thị Anh, hoàng quý phi của vua Thành Thái.
- Nguyễn Hữu Thị Nga, cung phi nổi tiếng của vua Thành Thái.
- Nguyễn Hữu Thị Nhàn, chính cung của vua Đồng Khánh, Thái hoàng thái hậu cuối cùng của Việt Nam.
- Nguyễn Nhược Thị Bích, thứ phi nổi tiếng hay chữ của vua Tự Đức.
- Nguyễn Thị Anh tức Tuyên Từ thái hậu, phi tần của vua Lê Thái Tông, mẹ vua Lê Nhân Tông
- Nguyễn Thị Cẩm, thứ phi của vua Tự Đức, mẹ nuôi của vua Đồng Khánh.
- Nguyễn Thị Cận tức Chiêu Nhân, phi tần của Lê Hiến Tông, mẹ Lê Uy Mục.
- Nguyễn Thị Đạo, hoàng hậu của vua Lê Tương Dực.
- Nguyễn Thị Định, thứ phi của vua Thành Thái, mẹ sinh của vua Duy Tân.
- Nguyễn Thị Hằng tức Trường Lạc hoàng hậu hay Huy Gia thái hậu, chính thất của Lê Thánh Tông, mẹ Lê Hiến Tông.
- Nguyễn Thị Hoàn, nguyên là phi của Thế tử Nguyễn Phúc Luân, mẹ sinh của vua Gia Long.
- Nguyễn Thị Hoàn, phi tần Lê Hiến Tông, mẹ Lê Túc Tông.
- Nguyễn Thị Lan, sủng phi của chúa Minh Nguyễn Phúc Chu.
- Nguyễn Thị Ngọc Bảo, vợ Thái vương Trịnh Kiểm, mẹ của Triết vương Trịnh Tùng.
- Nguyễn Thị Ngọc Tuyền, vợ vua Mạc Thái Tổ, mẹ Mạc Thái Tông.
- Nguyễn Thị Nhậm, Trắc phi của vua Thiệu Trị.
- Nguyễn Thị Sen, hoàng hậu của Đinh Tiên Hoàng, bà tổ nghề may.
- Nguyễn Thị Xuyên, thứ phi của vua Thiệu Trị, bà nội của vua Dục Đức.
- Nguyễn Văn Thị Hương, thứ phi của vua Tự Đức, mẹ nuôi của vua Kiến Phúc.

### Thể thao
- Nguyễn Công Phượng, cầu thủ bóng đá.
- Nguyễn Đình Toàn: vận động viên Taekwondo, từng vô địch Đông Nam Á, châu Á và thế giới nội dung biểu diễn quyền Taekwondo.
- Nguyễn Hồng Sơn, cầu thủ bóng đá.
- Nguyễn Hữu Kim Sơn, vận động viên bơi lội.
- Nguyễn Minh Phương, cầu thủ bóng đá.
- Nguyễn Quang Hải, cầu thủ bóng đá.
- Nguyễn Thành Chung, cầu thủ bóng đá.
- Nguyễn Thị Ánh Viên, vận động viên bơi lội.
- Nguyễn Thị Thanh Nhã, nữ cầu thủ bóng đá
- Nguyễn Thị Tuyết Dung, nữ cầu thủ bóng đá
- Nguyễn Tiến Linh, cầu thủ bóng đá.
- Nguyễn Tiến Minh, vận động viên cầu lông.
- Nguyễn Văn Biển, cầu thủ bóng đá.
- Nguyễn Tuấn Mạnh, cầu thủ bóng đá.
- Nguyễn Tuấn Anh, cầu thủ bóng đá.
- Nguyễn Văn Toàn, cầu thủ bóng đá.
- Nguyễn Văn Toản, cầu thủ bóng đá.
- Nguyễn Hữu Thắng, cầu thủ bóng đá.
- Nguyễn Trọng Hoàng, cầu thủ bóng đá
- Nguyễn Quốc Việt, cầu thủ bóng đá
- Nguyễn Văn Quyết, cầu thủ bóng đá
- Nguyễn Mạnh Dũng, Cầu thủ bóng đá
- Nguyễn Anh Đức, cầu thủ bóng đá
- Nguyễn Phong Hồng Duy, cầu thủ bóng đá
- Nguyễn Việt Phong, cầu thủ bóng đá
- Nguyễn Thành Long Giang, cầu thủ bóng đá
- Nguyễn Minh Trí, cầu thủ futsal
- Nguyễn Đức Chiến, cầu thủ bóng đá
- Nguyễn Hải Huy, cầu thủ bóng đá
- Nguyễn Hải Anh, cầu thủ bóng đá
- Nguyễn Hoàng Đức, cầu thủ bóng đá
- Nguyễn Liêm Thanh, cầu thủ bóng đá
- Nguyễn Việt Thắng, cầu thủ bóng đá

### Người đẹp
- Á hậu 1 Hoa hậu Thế giới người Việt 2010 - Nguyễn Ngọc Kiều Khanh, đại diện Việt Nam dự thi Hoa hậu Thế giới 2010
- Á hậu 1 Hoa hậu Thế giới Việt Nam 2019 - Nguyễn Hà Kiều Loan, đại diện Việt Nam dự thi Hoa hậu Hòa bình Quốc tế 2019
- Á hậu 1 Hoa hậu Việt Nam 2014 - Nguyễn Trần Huyền My, đại diện Việt Nam dự thi Hoa hậu Hòa bình Quốc tế 2017
- Á hậu 2 Hoa hậu Thế giới Việt Nam 2022 - Nguyễn Phương Nhi, đại diện Việt Nam dự thi Hoa hậu Quốc tế 2023
- Á hậu 2 Hoa hậu Siêu quốc gia 2022, Á hậu 1 Hoa hậu Hoàn vũ Việt Nam 2019 - Nguyễn Huỳnh Kim Duyên, đại diện Việt Nam dự thi Hoa hậu Hoàn vũ 2021
- Á hậu 2 Hoa hậu Thế giới Việt Nam 2019 - Nguyễn Tường San, đại diện Việt Nam dự thi Hoa hậu Quốc tế 2019
- Á hậu 2 Hoa hậu Việt Nam 2020 - Nguyễn Lê Ngọc Thảo, đại diện Việt Nam dự thi Hoa hậu Hòa bình Quốc tế 2020
- Á hậu 2 Hoa hậu Biển Việt Nam 2016 - Nguyễn Đình Khánh Phương, đại diện Việt Nam dự thi Hoa hậu Siêu quốc gia 2017
- Á hậu 2 Hoa hậu các Dân tộc Việt Nam 2013 - Nguyễn Thị Loan, đại diện Việt Nam dự thi Hoa hậu Thế giới 2014, Hoa hậu Hòa bình Quốc tế 2016, Hoa hậu Hoàn vũ 2017
- Hoa hậu Các dân tộc Việt Nam 2007 - Nguyễn Thị Hoàng Nhung
- Hoa hậu Hòa bình Quốc tế 2021 - Nguyễn Thúc Thùy Tiên, Á khôi 1 Hoa khôi Nam Bộ 2017, đại diện Việt Nam dự thi Hoa hậu Quốc tế 2018
- Hoa hậu Hoàn vũ Việt Nam 2008 - Nguyễn Thùy Lâm, đại diện Việt Nam dự thi Hoa hậu Hoàn vũ 2008
- Hoa hậu Hoàn vũ Việt Nam 2019 - Nguyễn Trần Khánh Vân, đại diện Việt Nam dự thi Hoa hậu Hoàn vũ 2020
- Hoa hậu Hoàn vũ Việt Nam 2022, Hoa hậu Siêu quốc gia Việt Nam 2018 - Nguyễn Thị Ngọc Châu, đại diện Việt Nam dự thi Hoa hậu Siêu quốc gia 2019, Hoa hậu Hoàn vũ 2022
- Hoa hậu Siêu quốc gia Châu Á 2018 - Nguyễn Minh Tú
- Hoa khôi Đồng bằng Sông Cửu Long 2015 - Nguyễn Thị Lệ Nam Em, đại diện Việt Nam dự thi Hoa hậu Trái Đất 2016
- Hoa hậu Trái Đất 2018 - Nguyễn Phương Khánh, Á hậu 2 Hoa hậu Biển Việt Nam Toàn cầu 2018
- Hoa hậu Việt Nam 1990 - Nguyễn Diệu Hoa
- Hoa hậu Việt Nam 1994 - Nguyễn Thu Thủy
- Hoa hậu Việt Nam 1996 - Nguyễn Thiên Nga
- Hoa hậu Việt Nam 1998 - Nguyễn Thị Ngọc Khánh
- Hoa hậu Việt Nam 2004 - Nguyễn Thị Huyền, đại diện Việt Nam dự thi Hoa hậu Thế giới 2004
- Hoa hậu Việt Nam 2014 - Nguyễn Cao Kỳ Duyên

### Người cao tuổi
- Nguyễn Thị Trù (4/5/1893 – 12/7/2016), được Hiệp hội Kỷ lục Thế giới công nhận ngày 23 tháng 4 năm 2015 là người cao tuổi nhất thế giới.

## Họ Nguyễn Khác
Họ Nguyễn Đổi Sang Họ Tôn :

Tôn Đức Thắng Chủ Tịch Nước Đầu Tiên Của Cộng Hoà Xã Hội Chủ Nghĩa Việt Nam.

- Tôn Thất Hiệp  (con thứ 7 của Nguyễn Hoàng)|Tôn Thất Hiệp]] (? - ?), nguyên tên Nguyễn Hiệp, con Chúa Tiên Nguyễn Hoàng
- Tôn Thất Hiệp (1653 - 1675), nguyên tên Nguyễn Phúc Thuần hoặc Chiểu, con Chúa Hiền Nguyễn Phúc Tần, tướng lĩnh và tu sĩ thời Chúa Nguyễn
- Tôn Đức Thắng Chủ Tịch Nước Đầu Tiên Cộng Hoà Xã Hội Chủ Nghĩa Việt Họ Nguyễn đổi sang họ Tôn .